# Ліс стел

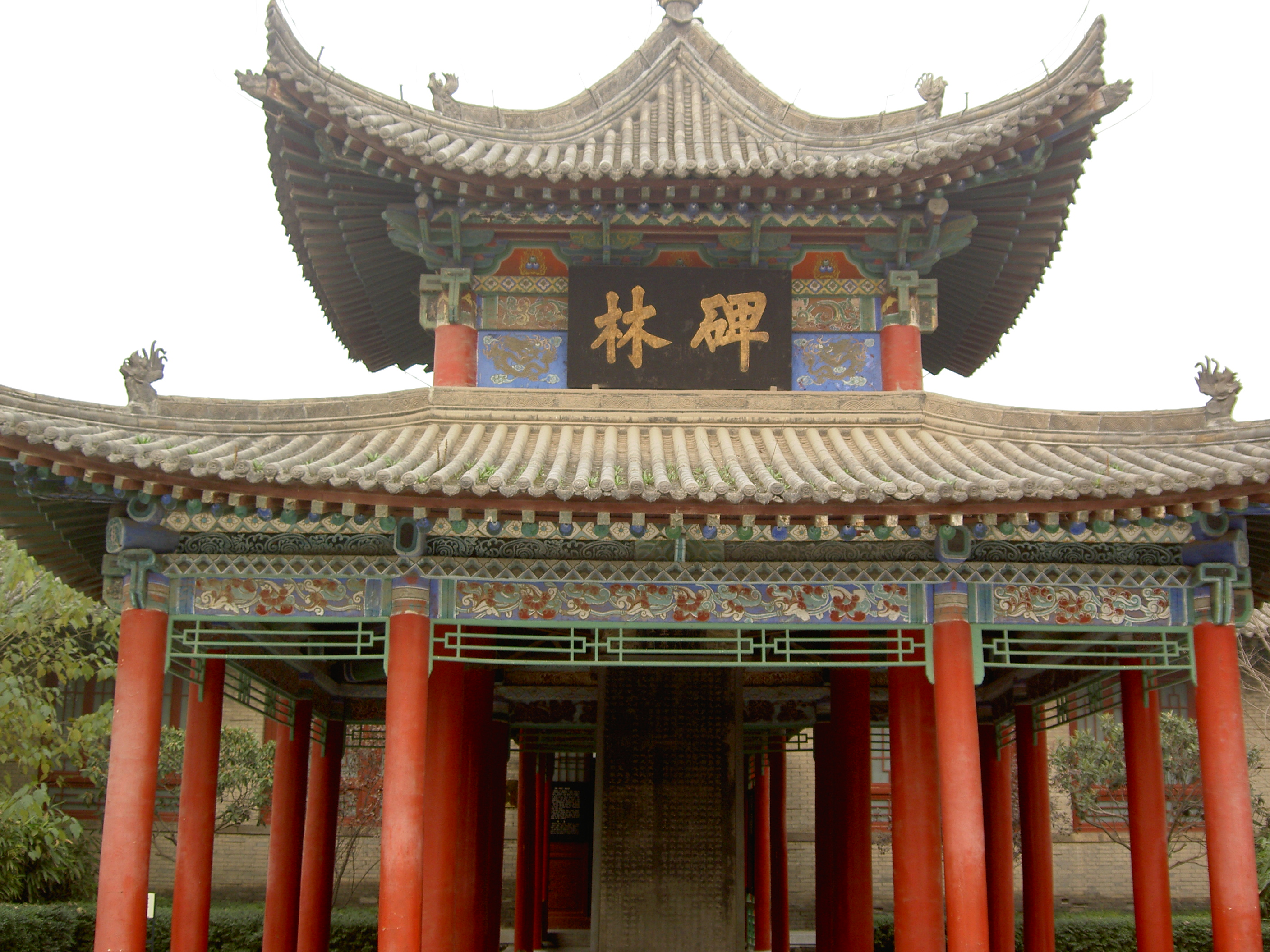
Вхід до музею

Ліс стел (або музей Бейлінь) (кит.: 碑林; піньїнь: Bēilín) — музей у місті Сіань (Китай), в якому зібрані стели і кам'яні скульптури, споруджені в різні періоди китайської історії.

## Загальні відомості
Музей знаходиться у колишньому конфуціанському храмі. Він містить колекцію стел, зібрану з 1087 року. До 1944 він був головним музеєм провінції Шеньсі.
У зв'язку з тим, що музей накопичив велику кількість стел, він у 1992 році був офіційно перейменований в Ліс кам'яних стел.
Всього в музеї розміщено 3000 стел, що прикрашають сім виставкових залів, у яких в основному представлено твори каліграфії, живопису та історичні записи.

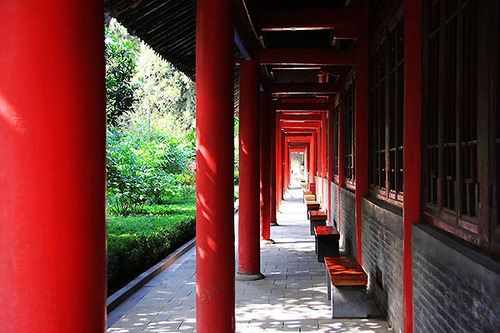
Музей «Ліс стел»

У 1936 році відомий китайський каліграф Юй Южень пожертвував музею всю свою колекцію з понад триста робіт. Вони в 1961 році потрапили до переліку історичних пам'яток, що охороняються законодавством КНР, завдяки чому вижили під час культурної революції.
Найцікавіші з історичної точки зору пам'ятки відносяться до епохи династії Тан. Багато з них постраждали під час  Великого китайського землетрусу (землетрусу у Шеньсі 23 січня 1556 року).
До числа найцінніших експонатів відносяться барельєфи, які колись прикрашали стіни мавзолею імператора Тайцзуна, і Несторіанська стела 781 року, що повідомляє про місіонерські успіхи Ассирійської церкви Сходу в Китаї часів династії Тан.

## Цікаві події
Несторіанська стела була перенесена в музей в 1907 році після того, як місцева влада дізналась про наміри данського авантюриста Фріца Холма «привласнити» древній пам'ятник і вивести його з країни.